# Heinrich Ludwig Manger

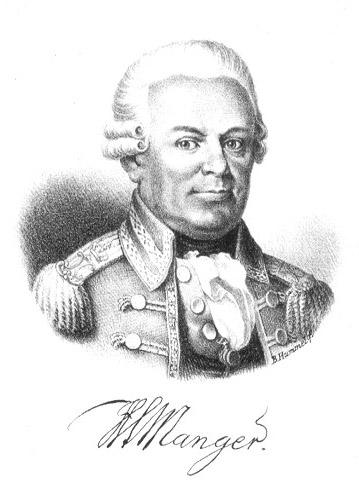
Heinrich Ludwig Manger

Heinrich Ludwig Manger (* 31. Juli 1728 in Kitzscher bei Leipzig; † 30. April 1790 in Potsdam) war ein deutscher Architekt und königlich preußischer Baubeamter (Oberhofbaurat und Garteninspektor) sowie Pomologe.

## Leben
Heinrich Ludwig Manger war Sohn des Kunstgärtners Johann Ludwig Manger d. Ä. und der Maria Sophie, geborenen Keutel. Er war Schüler des Baumeisters und Obervogtes Johann Gottfried Schmiedlein (1696–1755) in Leipzig. Nebenher nahm er 1748 Unterricht im Zeichnen, Mathematik und Physik an der dortigen Universität. 1753 trat er als „Kondukteur“ im Potsdamer Baukontor in königliche Dienste, nachdem sich eine versprochene Anstellung im Ingenieurscorps bei General von Fürstenhoff in Dresden zerschlagen hatte. Gleichzeitig erlernte Manger zunftmäßig das Zimmer- und Maurerhandwerk. Am 6. Juli 1762 heiratete er Anna Katharina Plümicke (1736–1798), die Tochter des Fährmanns in Nedlitz und seit 1736 Amtmann in Fahrland Christian Gottlieb Plümicke (1697–1761). Aus dieser Ehe gingen sechs Kinder hervor, unter anderem die Tochter Hedwig Charlotte (1767–1833) und die Söhne Hans Karl, Stifter der Potsdamer Ökonomischen Gesellschaft sowie Heinrich Konrad, Stadtbaurat und Königlicher Regierungsbaurat in Breslau. Der Sohn von Heinrich Konrad Manger, Heinrich Gustav Julius (1802–1874) setzte die Familientradition fort und wurde Architekt und Professor für Baukonstruktionslehre in Berlin und Breslau.
Manger wurde 1763 zum Bauinspektor und 1775 zum Baudirektor ernannt. Er kam damit unter die bedeutenden Künstler des Friderizianischen Rokoko. In den 1760er Jahren wird ihm die Mitarbeit am Bau des Neuen Palais in Potsdam zugeschrieben. Aufgrund von Auseinandersetzungen mit Friedrich dem Großen, der ihm schlechte Geschäftsführung und Untreue im Amt vorwarf, wurde er 1786 inhaftiert und erst nach Friedrichs Tod im selben Jahr durch dessen Nachfolger auf dem preußischen Thron, Friedrich Wilhelm II. rehabilitiert. 
Am 7. Januar 1787 bekam er durch den neuen König den Titel eines Oberhofbaurats sowie am 2. Februar 1787 das Amt des Garteninspektors. Zu seinen neuen Aufgaben in der Garteninspektion erhielt er am 19. Juli 1787 eine schriftliche Instruktion, in der es unter anderem heißt: „[...] daß des Mangers Hauptbeschäftigung [...] darin bestehet: über sämmtliche Königl. Gärten, Plantagen und Alleen dergestalt Aufsicht und Sorgfalt zu tragen, daß er nicht nur das ganze Gartenwesen, sämmtliche Pflanzungen und Treibereyen dirigiret und in Ordnung erhält [...] sondern auch die Gärtner zu ihrer Pflicht anhält [...] und alle Gartengebäude, Lust- und Treibe-Häuser in beständiger Obacht nimmt [...].“ Manger hatte keine gärtnerische Ausbildung im klassischen Sinn, beschäftigte sich aber aus eigenem Interesse seit 1768 intensiv mit Obstbau (Pomologie).
Neben zahlreichen Kasernen, darunter das Gebäude in der Elisabethstraße (heute Teilstück der Charlottenstraße) für das 2. und 3. Bataillon Garde, dessen Räume 1864 vom Garde-Jäger-Bataillon bezogen wurden, schuf Manger ebenso Bürgerhäuser. Er war an der Erneuerung des Potsdamer Stadtkanals und seiner Brücken beteiligt; des Weiteren an den Fundamentierungsarbeiten am Wilhelmplatz (heute Platz der Einheit), der wegen des morastigen Bodens immer wieder absank und umliegende Häuser beschädigte. Außerdem errichtete er 1764 die 55 Kolonistenhäuser der Erweiterung von Nowawes.

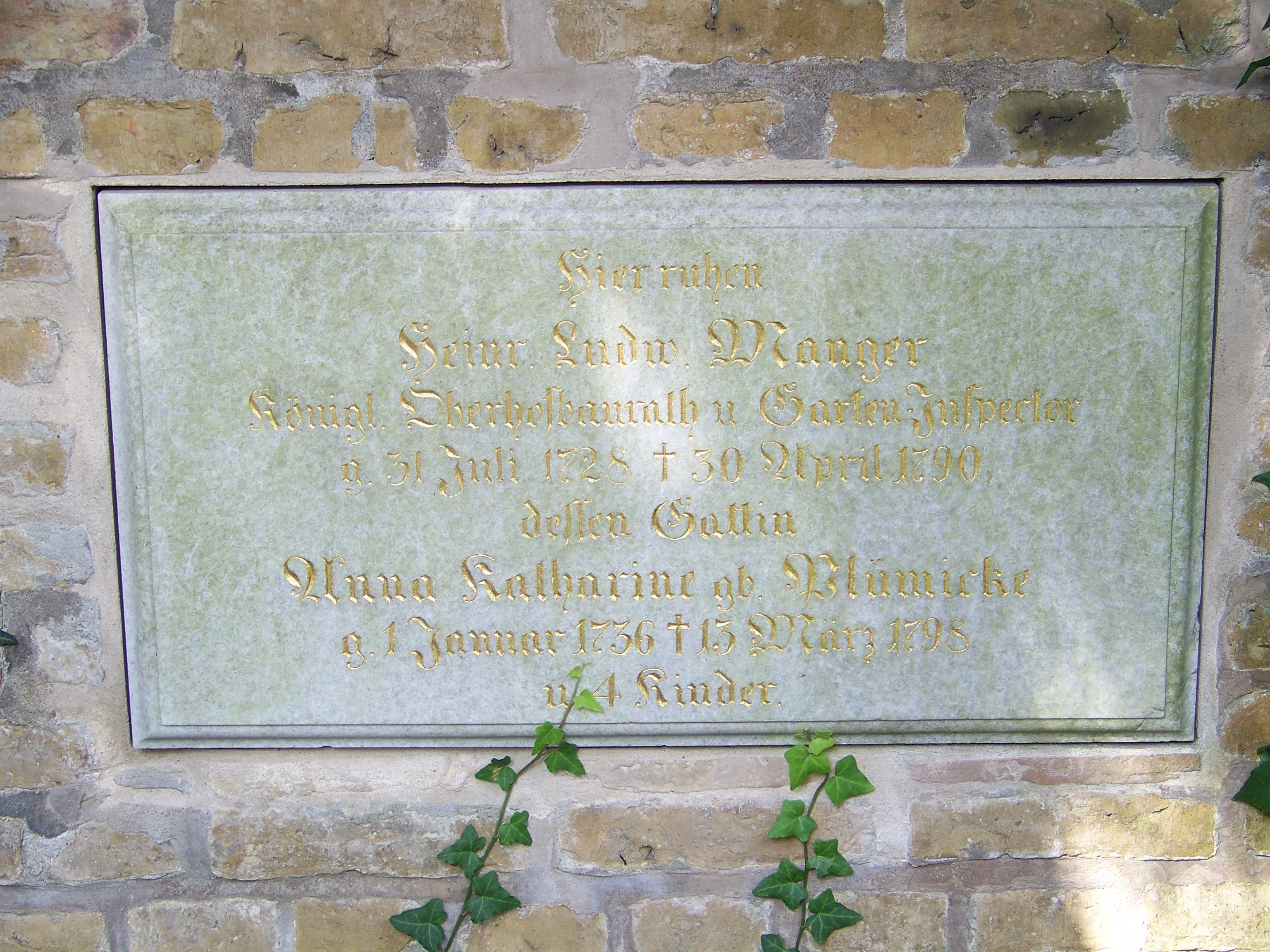
Grab des Ludwig Manger auf dem Bornstedter Friedhof

Heinrich Ludwig Manger, der von 1753 bis zu seinem Tod 1790 Einblicke in das Potsdamer Baukontor hatte (ab 1797 Oberhofbauamt), publizierte einige Bände zur Baugeschichte der Residenzstadt. 1783–1786 erschien ein Band unter dem Titel Nachricht von dem neuen Grundbaue zu einer Anzahl Häuser in Potsdam auf einem ehemaligen Sumpffe. Drei weitere Bände, Beitrag zur praktischen Baukunst, publizierte er in den Jahren 1783, 1786 und postum 1801, sowie 1789 das Werk Heinrich Ludewig Manger’s Baugeschichte von Potsdam, besonders unter der Regierung König Friedrichs des Zweiten. Durch diese Publikationen und erhaltene Bauakten, die Manger entgegen einem ausdrücklichen Befehl Friedrichs des Großen nicht vernichtete, sondern in seinem Privathaus archivierte, sind wertvolle Informationen zur Baugeschichte Potsdams und der Tätigkeit des preußischen Königs als Bauherr erhalten geblieben.
Im Jahr 1790 starb Heinrich Ludwig Manger in Potsdam und fand seine letzte Ruhe auf dem Bornstedter Friedhof. Zum Nachfolger wurde sein Schwiegersohn  Oberhofbaurat Johann Gottlob Schulze ernannt, der 1767 Mangers Tochter Hedwig Charlotte, Dame des Louisenordens, geheiratet hatte.

## Schriften
- Erster Band, welcher die Baugeschichte von den ältesten Zeiten bis 1762 enthält. In: Baugeschichte von Potsdam, besonders unter der Regierung König Friedrichs des Zweiten. Friedrich Nicolai, Berlin und Stettin 1789, urn:nbn:de:kobv:11-711430.
- Zweiter Band, welcher die Baugeschichte vom Jahre 1763 bis zu 1786 enthält. In: Baugeschichte von Potsdam, besonders unter der Regierung König Friedrichs des Zweiten. Friedrich Nicolai, Berlin und Stettin 1789, urn:nbn:de:kobv:11-711431.
- Dritter Band, Welcher Nachrichten von den Baumeistern, Kassenverwaltern, den übrigen Vorfällen und ein Verzeichniß der verwendeten Baukosten enthält. In: Baugeschichte von Potsdam, besonders unter der Regierung König Friedrichs des Zweiten. Friedrich Nicolai, Berlin und Stettin 1790, urn:nbn:de:kobv:11-711432.